# Согра (Костромская область)
Согра́ — село в Вохомском районе Костромской области России. Входит в состав Бельковского сельского поселения.

## География
Село расположено в северо-восточной части Костромской области, в пределах подзоны южной тайги, на левом берегу реки Согры, при автодороге регионального значения 34Н-11 Вохма — Согра. Находится на расстоянии примерно 13 км по прямой к северо-западу от посёлка Вохма, административного центра района. Абсолютная высота местности составляет 180 метров над уровнем моря.

### Климат
Климат характеризуется как умеренно континентальный. Зима продолжительная и холодная, лето короткое и умеренно тёплое. Согласно данным схемы территориального планирования Вохомского района, средняя температура воздуха в январе составляет −13,7 °C (абсолютный минимум −41,5 °C), в июле — +17,4 °C (абсолютный максимум +32 °C). Годовое количество атмосферных осадков колеблется в пределах 550—650 мм, причём большая их часть выпадает в тёплый период года. Снежный покров обычно устанавливается в середине ноября и сходит к середине апреля. Преобладают ветры южного и юго-западного направлений.

### Часовой пояс
Село Согра, как и вся Костромская область, находится в часовой зоне МСК (московское время). Смещение применяемого времени относительно UTC составляет +3:00.

## История
Развитие села в XIX веке связано со строительством Воскресенской церкви. Храм был заложен на восточном берегу реки Согры и освящён в 1883 году. Первым священником стал Павел Арсентьевич Фреллель. В конце 1884 года при церкви открылась одноклассная церковно-приходская школа. Согласно данным переписи 1897 года, в погосте Воскресенское Согорское Лапшинской волости имелось 5 домов, где проживало 14 мужчин и 11 женщин, действовали церковь и школа.
В советский период, в годы коллективизации, на территории Согорского сельсовета было создано несколько колхозов, которые в 1956 году объединились в единый колхоз «Рассвет». Государственная электрификация села началась в 1966 году. В селе установлен обелиск в память о жителях, погибших в Великой Отечественной войне.

## Население
| 2008 | 2010 | 2014 |
| ---- | ---- | ---- |
| 187  | ↘162 | ↘139 |

По данным Всероссийской переписи населения 2002 года, в селе проживало 209 человек. В национальной структуре населения русские составляли 99%.

## Инфраструктура
Действует фельдшерско-акушерский пункт, сельский дом культуры, библиотека.